# Piazza della Repubblica (Rignano sull'Arno)

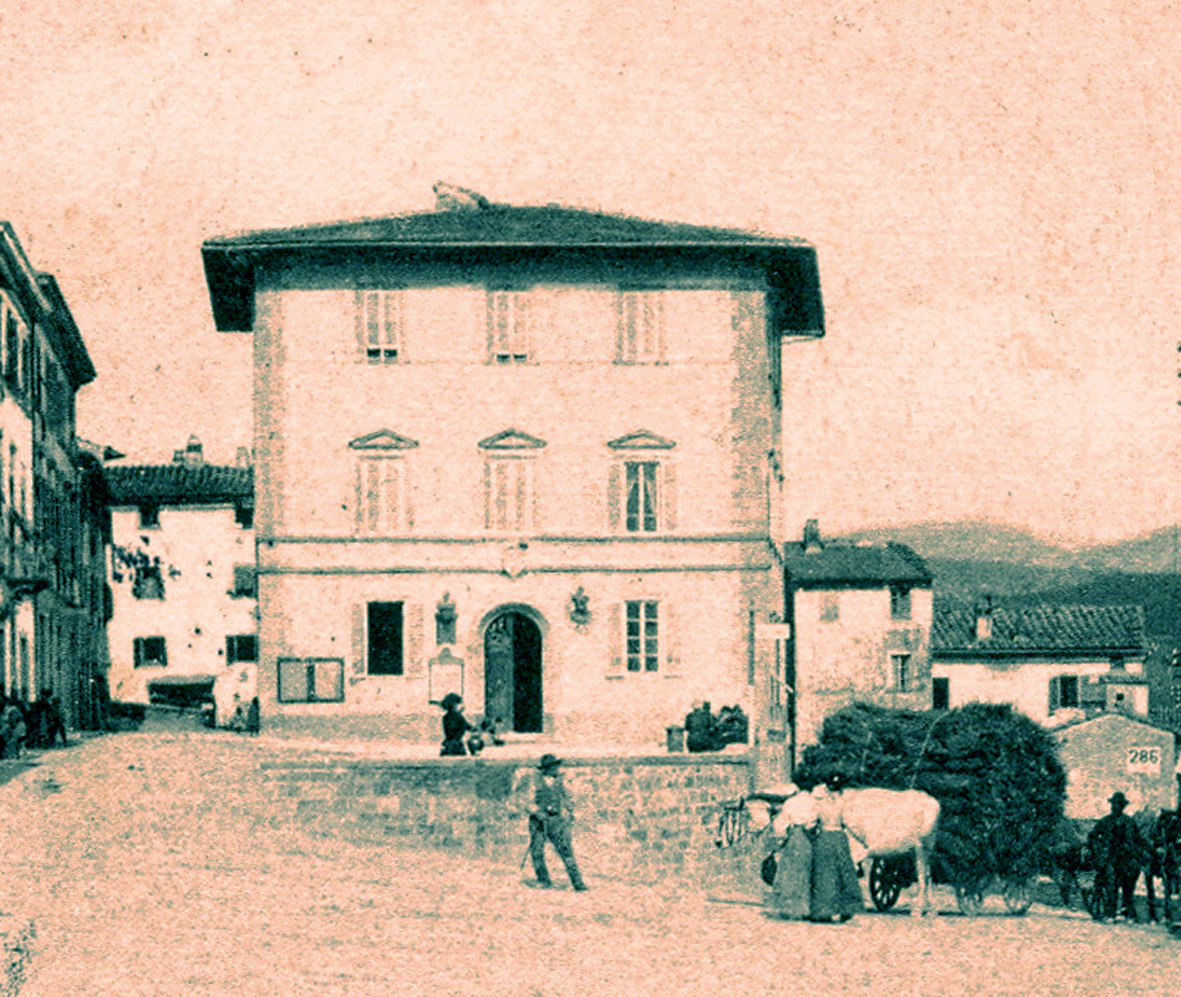
La piazza nel 1895

Piazza della Repubblica è una piazza di Rignano sull'Arno di forma rettangolare, con una superficie di 430 mq e un perimetro di 113,71 m. 
Si trova vicino alla stazione ferroviaria e al fianco di una delle vie principali del paese.

## Storia
La piazza nasce dall’esigenza di creare una via alternativa alla salita del borgo di fronte al ponte, perché troppo ripida, tanto da richiedere spesso un servizio di trapelo per i mezzi più pesanti. 
Originariamente lo spazio a valle della piazza attuale era un terreno in pendenza, all’inizio minore e poi più marcata verso l’Arno. Attualmente è, invece, in piano. 
Il 24 agosto 1848 viene approvata la relazione dell’Ingegnere di circondario Ludovico Cateni per la costruzione della piazza del paese, inoltrata al Comune per l’approvazione. Dal 1º marzo 1869 iniziano gli studi per costruire il palazzo comunale e, dopo aver preso in esame altri luoghi, viene definitivamente deciso di edificarlo a nord del piazzale. Il progetto verrà, però, approvato solo nel gennaio 1874.
Nel 1913 la piazza ospita nell’estremità sud la prima edicola in legno del paese, poi spostata ad est nei primissimi anni Cinquanta. L'edicola sarà sostituita altre tre volte fino ad oggi. La prima in metallo nel 1973, una più grande nel 1989 e poi ancora nel 1994, quando viene installata l'attuale.
Giovedì 2 aprile 1922 viene organizzata una cerimonia per l'inaugurazione del monumento ai caduti della Grande guerra, portato a spalla per le strade del paese. Tuttavia la statua bronzea dello scultore Oreste Andreini, rappresentate una figura femminile ironicamente chiamata dai cittadini rignanesi "la Poppona", viene installata solo nel luglio del 1922. Sul luogo in cui sorge il monumento viene interrata una pergamena (poi ritrovata in occasione dello smontaggio del monumento nel 1940) che riporta i nominativi dei membri del comitato promotore. Il monumento viene smontato fra la fine del 1939 e l’inizio del 1940 per fornire bronzo per le necessità belliche.

Il 5 maggio 1951, in carica il sindaco Ferdinando Castiglioni, viene deliberato di cambiare nome alla piazza, che da Piazza 28 ottobre diventa Piazza della Repubblica. Nello stesso periodo viene eretto il monumento ai caduti della seconda guerra mondiale. Qualche anno dopo vengono piantati quattro pini ai lati dell’edicola e, successivamente, sul muro a profilo della piazza vengono installati quattro lampioni. 

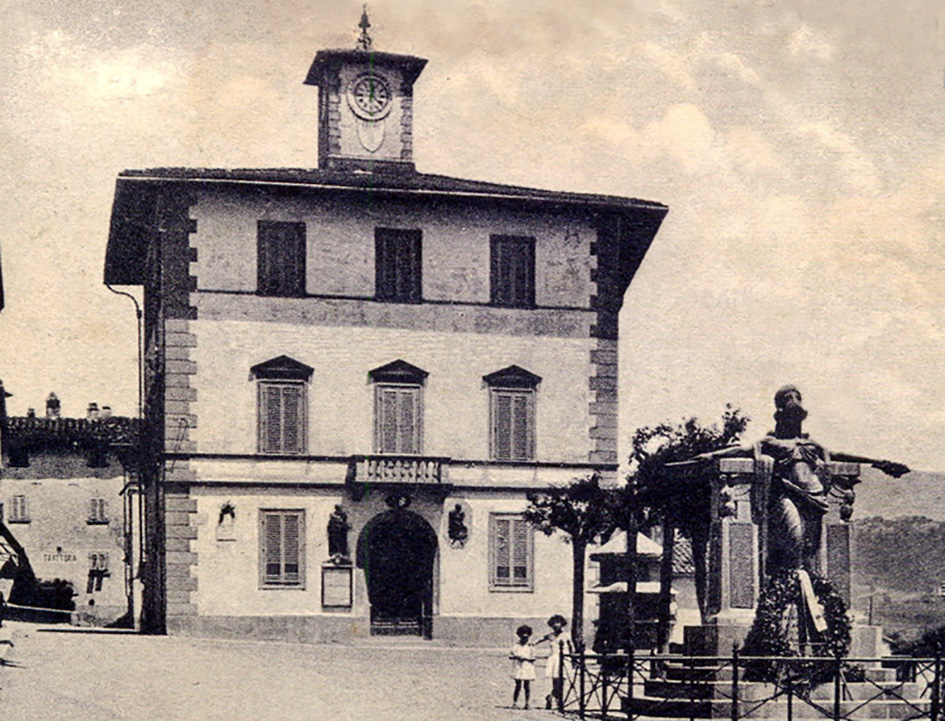
La piazza nel 1922, con in primo piano il monumento dedicato ai caduti della Prima Guerra Mondiale (dai cittadini soprannominato "la Poppona")

 Nel 1988 viene spostato il monumento ai caduti della seconda guerra mondiale (portato al centro del Parco della Rimembranza), per lavori di riqualificazione che riducono ulteriormente l’area della piazza. Al posto del monumento era stato previsto un collegamento sotterraneo per raggiungere il lungarno e i marciapiedi ferroviari. A questo scopo viene costruita l’attuale scalinata che occupa parte della piazza, mentre nell’estremità sud viene installato un ascensore racchiuso in una struttura rotonda in mattoni, soprannominato dai cittadini "Spremiagrumi", mai entrato in funzione. Nel 2015 ne viene deciso l’abbattimento, nel corso di una nuova riqualificazione della piazza.

## Ascensore
La piazza è collegata, grazie a un ascensore e a una scalinata, ad entrambi i binari della stazione. È entrato in funzione il 20 ottobre 2018. Il servizio è gratuito. I lavori sono stati portati a termine da RFI, che ha stanziato 360.000 euro, e dal Comune di Rignano sull’Arno.

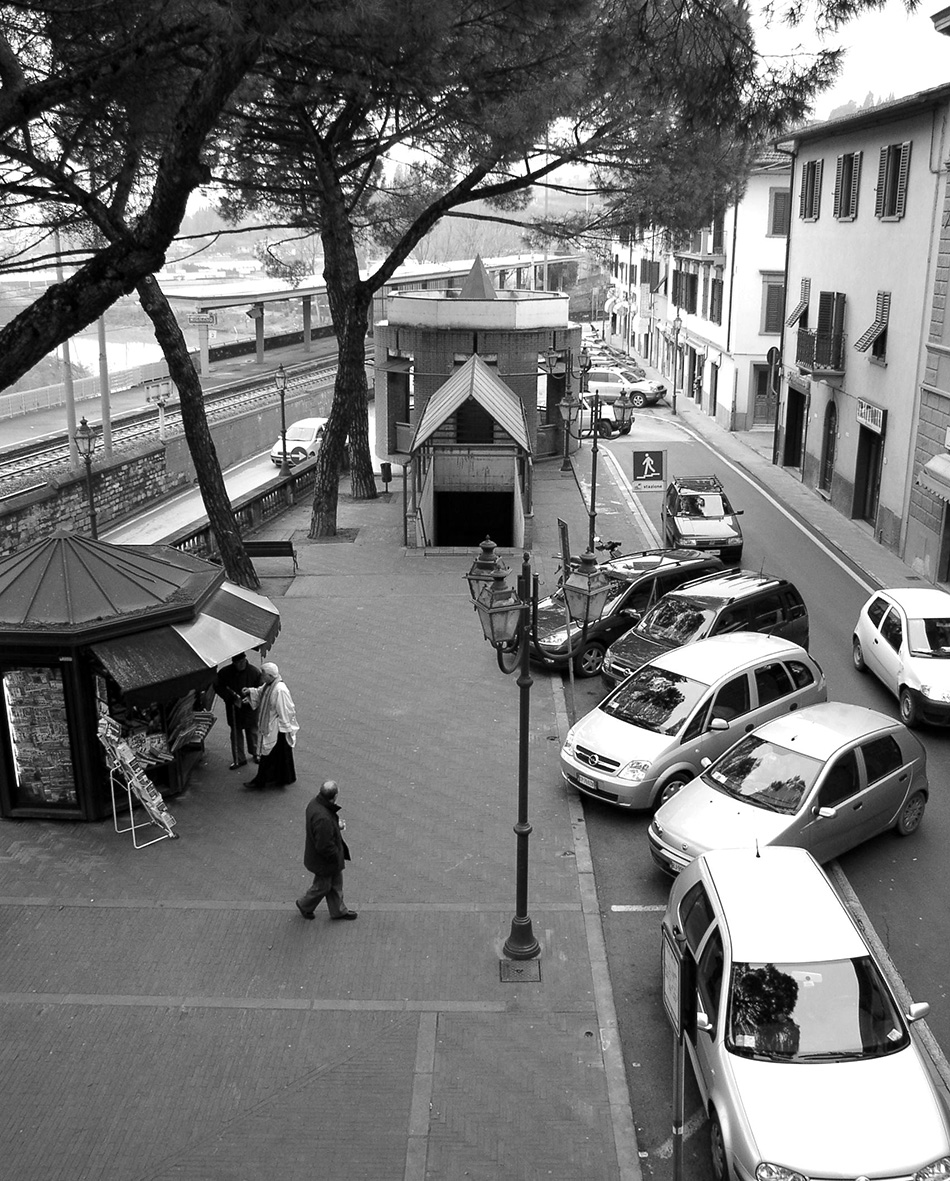
La piazza nel 2000, con lo storico "spremiagrumi"

### Lo Spremiagrumi
Lo "Spremiagrumi" è stato l’ascensore che avrebbe dovuto collegare Piazza della Repubblica con i binari della Stazione ferroviaria di Rignano sull’Arno, ma non è mai entrato in funzione. Fu realizzato da Cristiano Toraldo di Francia tra la fine degli anni 80 e l'inizio degli anni 90. Grazie al progetto di riqualificazione della Piazza fu abbattuto e poi sostituito, dal 20 ottobre 2018, dal nuovo ascensore.

## Feste
La piazza è stata a lungo sede di una delle tante attività previste dalla Festa del perdono o Fiera di settembre, in cui si svolgeva il gioco del Palo della cuccagna. In questo gioco di tradizione "popolare" i concorrenti devono cercare di raggiungere dei premi, consistenti spesso in generi alimentari, posti in cima ad un alto palo solitamente ricoperto di grasso o sapone. Tale attività viene esclusa dalla festa a partire dagli anni Ottanta e la piazza viene da allora utilizzata prevalentemente per i mercati. La via che costeggia la piazza, inoltre, è attraversata dai carri scenici del paese durante la Festa del Carnevale.